# Гай Семпроний Тудицан (сенатор)
Вижте пояснителната страница за други личности с името Тудицан.
Гай Семпроний Тудицан (на латински: Caius Sempronius C. F. Tuditanus) e политик и сенатор на Римската република през 2 век пр.н.е.
Произлиза от благородническата фамилия Семпронии. Роднина е на Гай Семпроний Тудицан, претор през 197 пр.н.е. и управител на Близка Испания.
През 146 пр.н.е. Семпроний Тудицан е изпратен в Гърция с „комисията на десетте“ с консула Луций Мумий, за да организира новия ред на политиката и създаването на провинция Ахая.
Баща е на Гай Семпроний Тудицан, който е историк, консул 129 пр.н.е. и баща на Семпрония, която се омъжва за Луций Хортензий и е майка на оратора Квинт Хортензий Хортал.